# Taktika spálené země

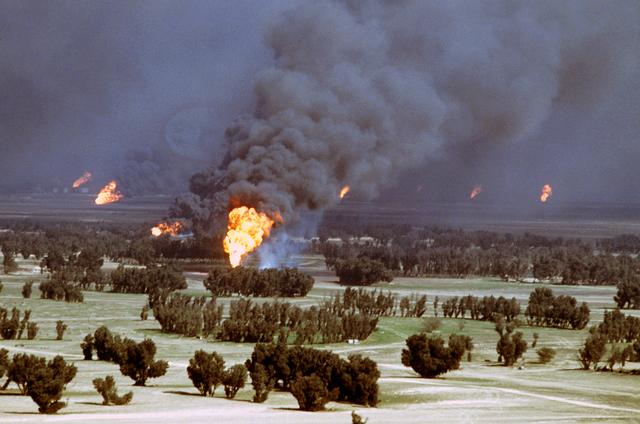
Kuvajtská ropná pole zapálená stahujícími se iráckými silami v roce 1991

Taktika spálené země je vojenská taktika aplikovaná zejména za ústupových bojů, případně při taktice rychlých nájezdů na nepřátelské území. Spočívá v maximální likvidaci čehokoliv užitečného, co by nepřítel mohl využít v dalším boji; zvláštní zřetel je kladen na potraviny, vojenský materiál a vojenskou, hospodářskou a dopravní infrastrukturu; také na vodní zdroje a dokonce i samotné místní obyvatele, ačkoli to je podle I. Dodatkového protokolu k Ženevským úmluvám z roku 1977 zakázáno s výjimkou situace, kdy jde obranu vlastního státního území.
Taktika bývá obvykle používána zejména na opouštěném území nepřítele (v takovém případě je přípustné ničit jakékoli vojenské objekty; v případě civilních nesmí jít o ty objekty, které jsou nezbytné k přežití obyvatelstva, a jejich zničení musí mít význam pro vedení vojenských operací, nesmí jít o zničení svévolné) či nepříliš ceněných spojenců, na vlastním území či území důležitých spojenců bývá její užití omezeno politickými a ekonomickými hledisky. V moderních válkách bývá její užití celkově omezeno též vzhledem k mezinárodnímu veřejnému mínění a rychlosti moderní války, která zpravidla nedává dostatek času k provedení dokonalého zpustošení.

## Historie

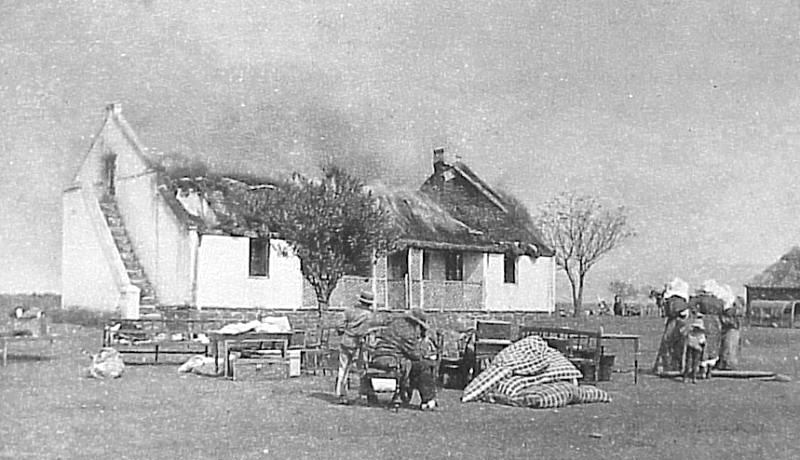
Búrští civilisté sledují britské vojáky, kteří vyhazují do vzduchu dynamitem dům poté, co jim dali 10 minut na shromáždění svých věcí.

Taktika spálené země, respektive jí příbuzné taktiky, jsou známy už ze starověku. V této epoše se soustředily snahy vojáků na likvidaci potravin, úrody a případně významných vojenských staveb. Útok provedený v tu pravou chvíli, který zničil (respektive zabral) úrodu ještě na polích, tehdy znamenal, že obležená města nebudou mít dostatek zásob. Systematické plenění venkova navíc tuto taktiku ještě podpořilo tím, že zahánělo na útěk obyvatelstvo, které hledalo úkryt v opevněných městech a obíralo tak vojenské posádky o potravu. A i když města a pevnosti vydržely do zimy, která mnohdy znemožnila vedení války, nebyl to problém. Nepřítel odtáhl i s potravou a nechal města přes zimu hladovět. Na jaře se vrátil odpočatý a k úspěchu už nechybělo mnoho. Samozřejmě existovaly i obranné varianty. Velké země měly pohraničí často relativně řídce osídlené a protkané dobře zásobovanými pevnostmi se silnými posádkami. Za vážné hrozby nepřátelského útoku se veškerá nesklizená úroda pálila. Nepřítel ale obvykle nemohl oblastí prostě projít, protože si v tehdejší době nemohl dovolit nechat pevnosti v zádech. Musel je tedy obléhat v pusté krajině a potraviny složitě dovážet.
V rozvoji taktiky spálené země hráli významnou úlohu Mongolové během svých nájezdů. Kromě toho, že mongolská strategie války spočívala na rozhodnutí poddanství, či absolutního vyhlazení, měly mongolské armády ve zvyku otrávit půdu a zdroje vody, jakmile obsadily nějakou oblast.
V těchto podobách se metoda spálené země vyskytovala ve starověku a středověku, i v raném novověku. Zvláštní variantu představovala taktika spálené země v boji proti partyzánům, která měla zcela zničit jejich zázemí. V 18. a 19. století se od ní začalo upouštět, ale například Napoleonova vojska v Rusku utrpěla jejím použitím výrazné potíže.
Za první světové války se užívala obvykle pouze v oblasti předpolí obranných pozic a v tzv. zemi nikoho; byla oprášena za druhé světové války, a to zejména na východní frontě. Její užití Němci i ve finském Laponsku za Laponské války vedlo k tomu, že do té doby spíše fingovaná válka mezi bývalými spolubojovníky přerostla do zuřivého konfliktu. Tato nová forma boje kladla důraz též na ničení komunikací a průmyslového zázemí, což zanechalo rozsáhlé oblasti SSSR (zejména Běloruska) po válce zcela zpustošené a vylidněné.

## Konflikty
- Druhá punská válka
- Galská válka (používali je Caesar i Vercingetorix)
- Rusko-švédské války (používaly ji obě strany)
- Mongolské nájezdy (Mongolové ji používali proti všem stranám)
- Napoleonské války (ve Španělsku ji používali Francouzi, v Rusku všichni)
- Búrské války (Britové ji použili proti Búrům)
- Americká občanská válka (používána zejména vojsky Unie)
- ve válkách mezi USA a indiány (používána zejména americkou armádou)
- Zimní válka (používána Finy[zdroj?])
- Pokračovací válka (používali ji Rusové i Finové)
- Druhá světová válka (používána Rusy i Němci)
- Laponská válka (Němci ji používali proti Finům a souběžně proti Rusům)
- Sovětská válka v Afghánistánu (používána Sovětskou armádou)
- Válka ve Vietnamu (používána oběma stranami)
- Válka v Zálivu (použita Irákem)
- Válka v Náhorním Karabachu (2020)